# Edmond Jacques
Edmond Joseph Jacques (Saint-Mard, 14 januari 1880 - 25 mei 1960) was een Belgisch volksvertegenwoordiger.

## Levensloop
Hij was een zoon van Gustave Jacques (1859-1949) en Marguerite Léonie George (1857-1934-. Hij trouwde met Lena Henry en ze hadden een zoon, Jean-Jacques Jacques, die ook burgemeester van Saint-Mard werd. Ze hadden ook een dochter, Marie-Rose Jacques.
Beroepshalve journalist, werd hij gemeentesecretaris van Saint-Mard (1919-1927). In 1926 werd hij verkozen tot gemeenteraadslid van deze gemeente en was er vanaf 1932 burgemeester. Hij was ook provincieraadslid (1921-1925).
In 1929 werd hij verkozen tot socialistisch volksvertegenwoordiger voor het arrondissement Neufchâteau-Virton en vervulde dit mandaat tot in 1954 (met een korte onderbreking in 1949-1950). Als politicus ijverde hij voornamelijk voor een goede gezondheidszorg.
Hij was daarnaast auteur van talrijke geschriften in volkse stijl, gewijd aan de lokale geschiedenis. Hij schreef evenveel in het Frans als in het plaatselijk dialect.
In Saint-Mard is er een Clinique Edmond Jacques en een Rue Edmond Jacques

## Publicaties
- Saint-Mard, mon village
- Histoire du socialisme dans le Luxembourg